# Saponaria ocymoides
Saponaria ocymoides es una especie de la familia de las cariofiláceas

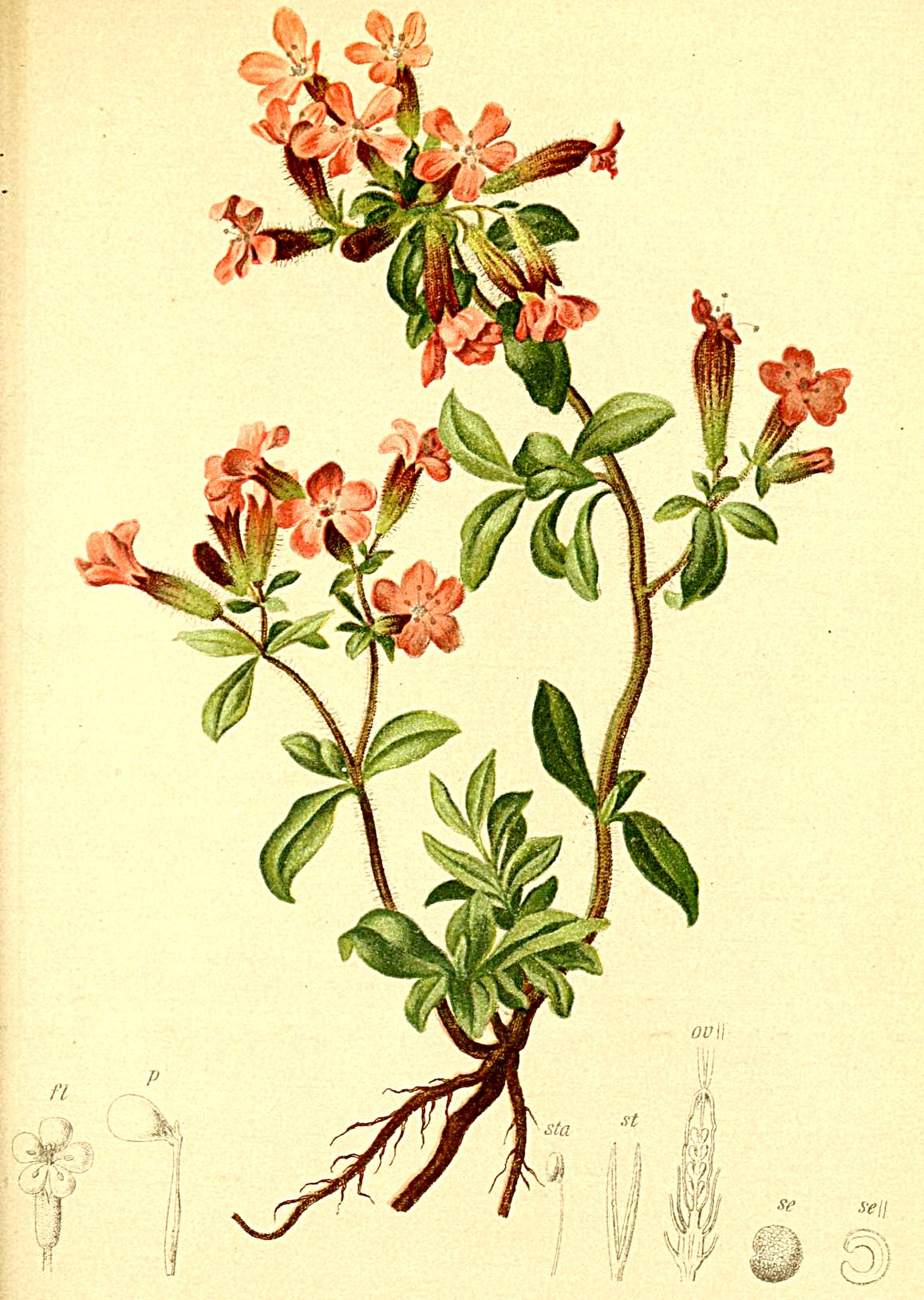
Ilustración

## Descripción
Planta vivaz, de 10 a 30 cm, de alto, con tallos tumbados y cubierta de una pelosidad glandular. Hojas espatuladas, de 1 a 3 cm de largo, ciliadas. Las inferiores romas, las superiores puntiagudas. Flores en grupos terminales sobre tallos muy ramificados. Cáliz muy peloso, con sépalos romos. Corola con pétalos rojo vivo o rosa (rara vez blancos)
Anteras azules. Cápsula ovoidea, de hasta 5 mm de diámetro. Florece en primavera.

## Hábitat
Zonas rocosas y pedregosas

## Distribución
Desde España hasta Córcega y Cerdeña, Apeninos y Alpes. Saponaria ocymoides subsp. alsinoides es endémica de Córcega.

## Taxonomía
Saponaria ocymoides fue descrita por Carlos Linneo y publicado en Species Plantarum 1: 409. 1753.
Citología
Número de cromosomas de Saponaria ocymoides (Fam. Caryophyllaceae) y táxones infraespecíficos:  2n=28
Sinonimia
- Saponaria ocymoides var. nitidifolia Cuatrec.
- Saponaria ocymoides var. ruvenae Coincy
- Saponaria repens Lam.
- Saponaria viscosa Dulac[3]
- Bootia ocymoides Neck. ex Rchb.
- Lychnis ocymoides Jess.
- Saponaria alsinoides Viv.
- Saponaria ocymoides subsp. alsinoides (Viv.) Arcang.
- Silene alsinoides Viv.
- Silene ocymoides E.H.L.Krause
- Spanizium ocymioides (L.) Griseb.

## Nombres comunes
- Castellano: albahaca montesina, estrado de los dioses, jabonera de roca, jabonera roja, saponaria, saponaria albahaca, saponaria menuda.[3]